# Parafia św. Katarzyny Aleksandryjskiej w Henrykowie
Parafia świętej Katarzyny Aleksandryjskiej w Henrykowie – parafia rzymskokatolicka znajdująca się w archidiecezji warmińskiej, w dekanacie Orneta.